# 원남면 (철원군)
원남면(遠南面)은 대한민국 강원특별자치도 철원군의 면이다.

## 개요
1962년까지 대한민국의 김화군 지역으로 전 지역이 민간인출입통제구역에 속하며, 주민이 거주하지 않는다. 철원군 근남면에서 행정 사무를 대행한다.

## 리
관할 구역의 지번은 전체가 죽대리, 주파리, 노동리, 진현리 아래로 부여되어 있다.
| 법정리 | 한자명 | 행정리 | 비고           |
| ------ | ------ | ------ | -------------- |
| 개야리 | 開野里 | -      | 거주 인구 없음 |
| 경상리 | 慶祥里 | -      | 거주 인구 없음 |
| 죽대리 | 竹垈里 | -      | 거주 인구 없음 |
| 백양리 | 白楊里 | -      | 거주 인구 없음 |
| 남둔리 | 南屯里 | -      | 거주 인구 없음 |
| 월봉리 | 月峰里 | -      | 거주 인구 없음 |
| 풍동리 | 楓洞里 | -      | 거주 인구 없음 |
| 주파리 | 注波里 | -      | 거주 인구 없음 |
| 구룡리 | 九龍里 | -      | 거주 인구 없음 |
| 노동리 | 蘆洞里 | -      | 거주 인구 없음 |
| 진현리 | 榛峴里 | -      | 거주 인구 없음 |

## 교통
비무장지대 남방한계선을 따라 개설되어 있는 군용 도로가 동서로 뻗어 있고, 남쪽의 주파령 고개를 거쳐 화천군 상서면으로 이어져 5번 국도에 합류하는 주파령로가 있으나, 이 둘은 서로 이어져 있지 않다.